# 老集市广场 (萨尔茨堡)

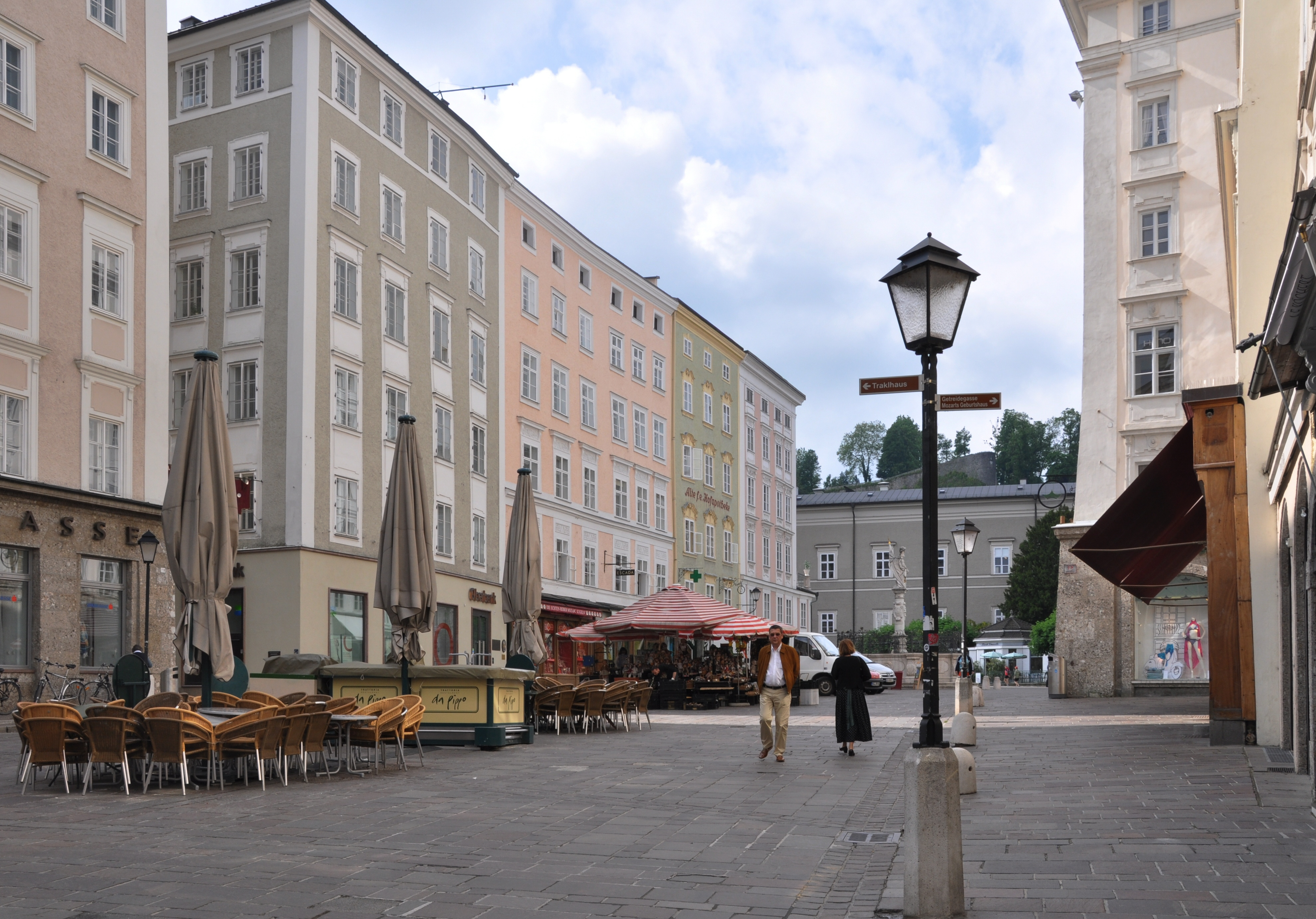
老集市广场

老集市广场（Alte Markt）是奥地利萨尔茨堡老城的一个广场，位于萨尔察赫河左岸，开辟于13世纪中叶。这是该市第三个集市广场（Marktplatz），次于Waagplatz和小广场（kleinen Platz）。
广场周围环绕着巴洛克式建筑群，在其中心是弗洛里安喷泉（Florianibrunnen）。广场上有著名的托马塞利咖啡馆（Café Tomaselli）。
老集市广场在18世纪和19世纪曾是集市所在地，出售乳制品（猪油，黄油和奶酪），蘑菇，水果和蔬菜（包括土豆，白菜，甜菜，洋葱和大蒜），乃至花鸟。1857年，集市搬到今天的大学广场。

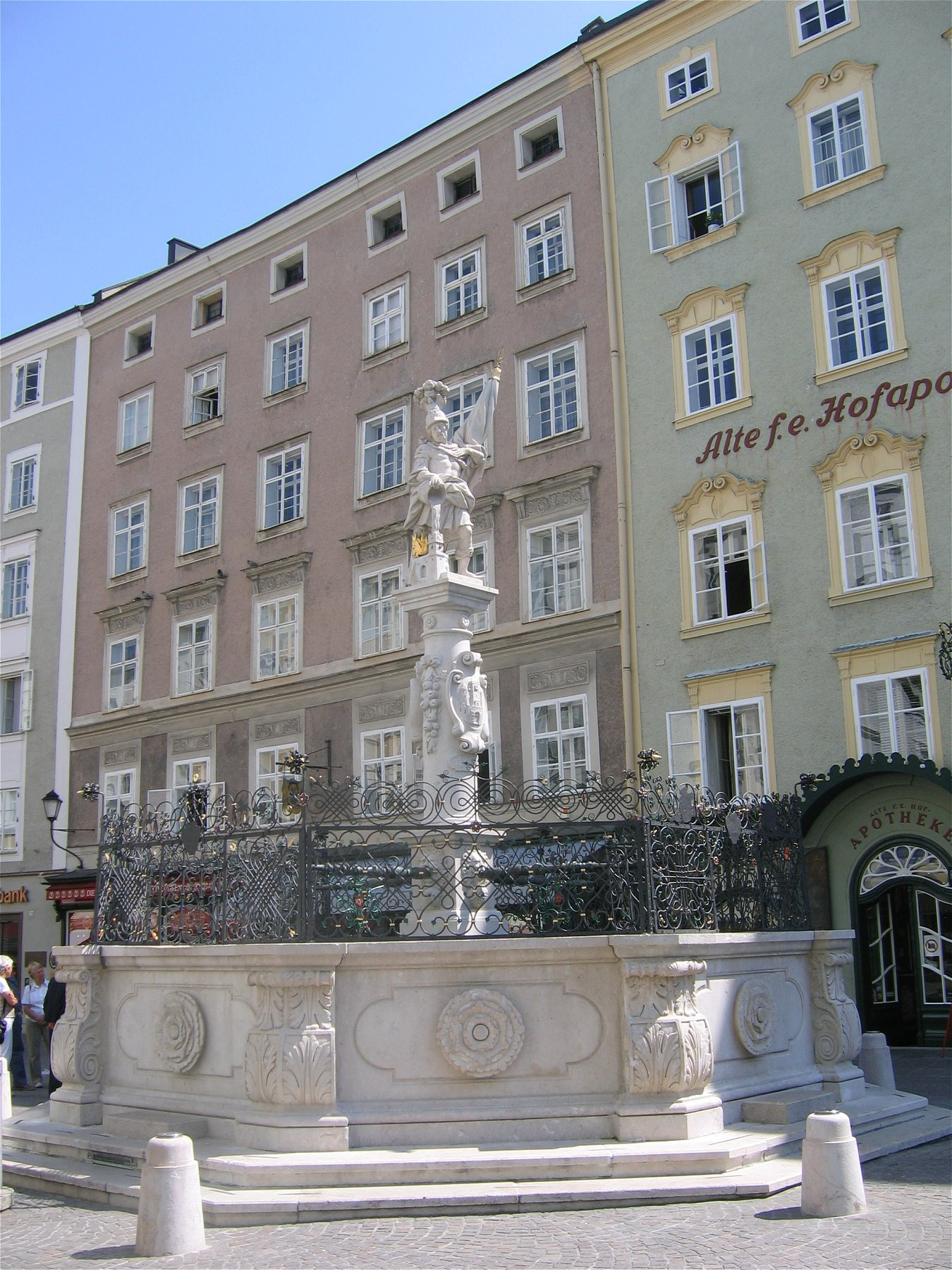
弗洛里安喷泉
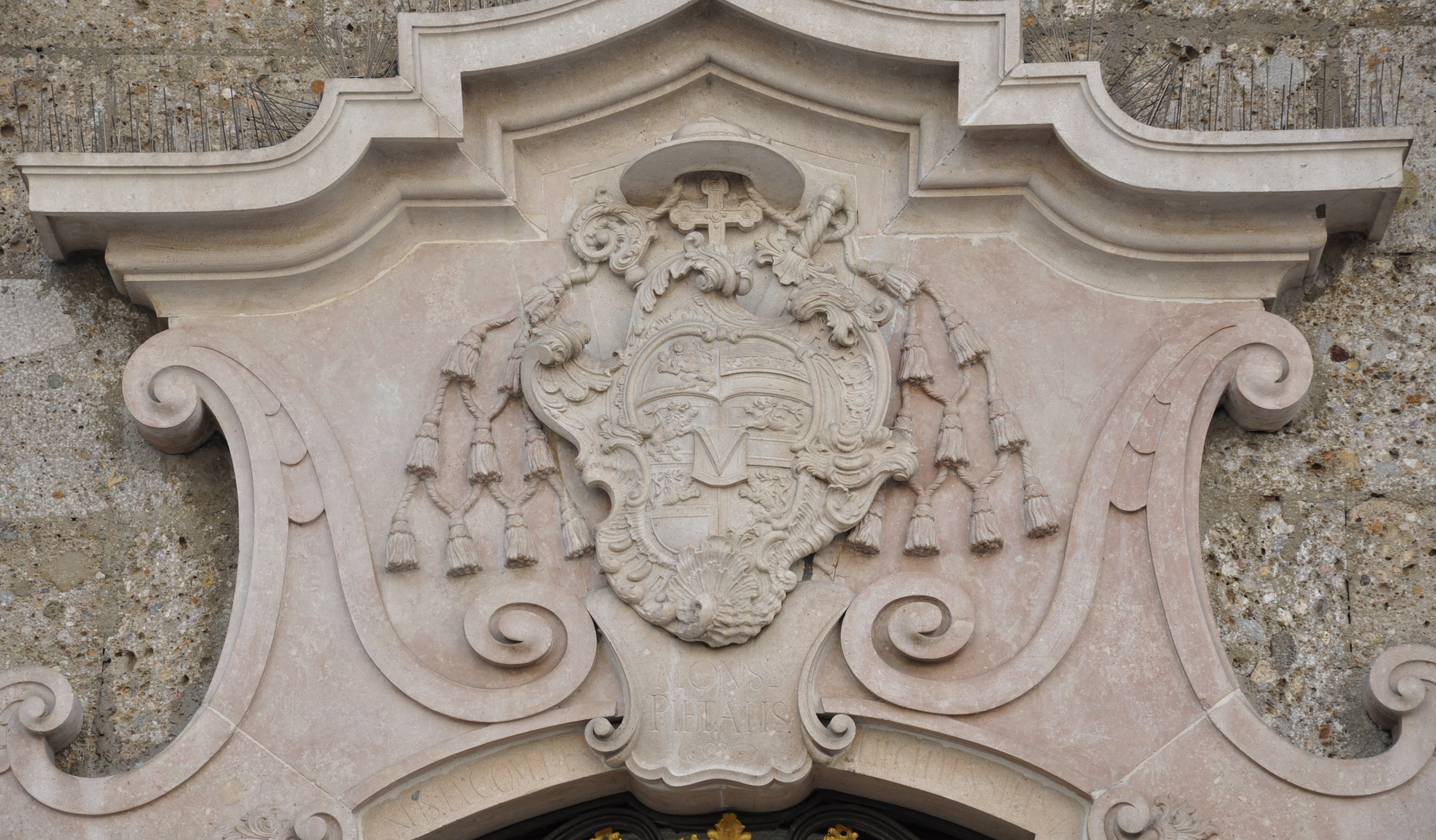
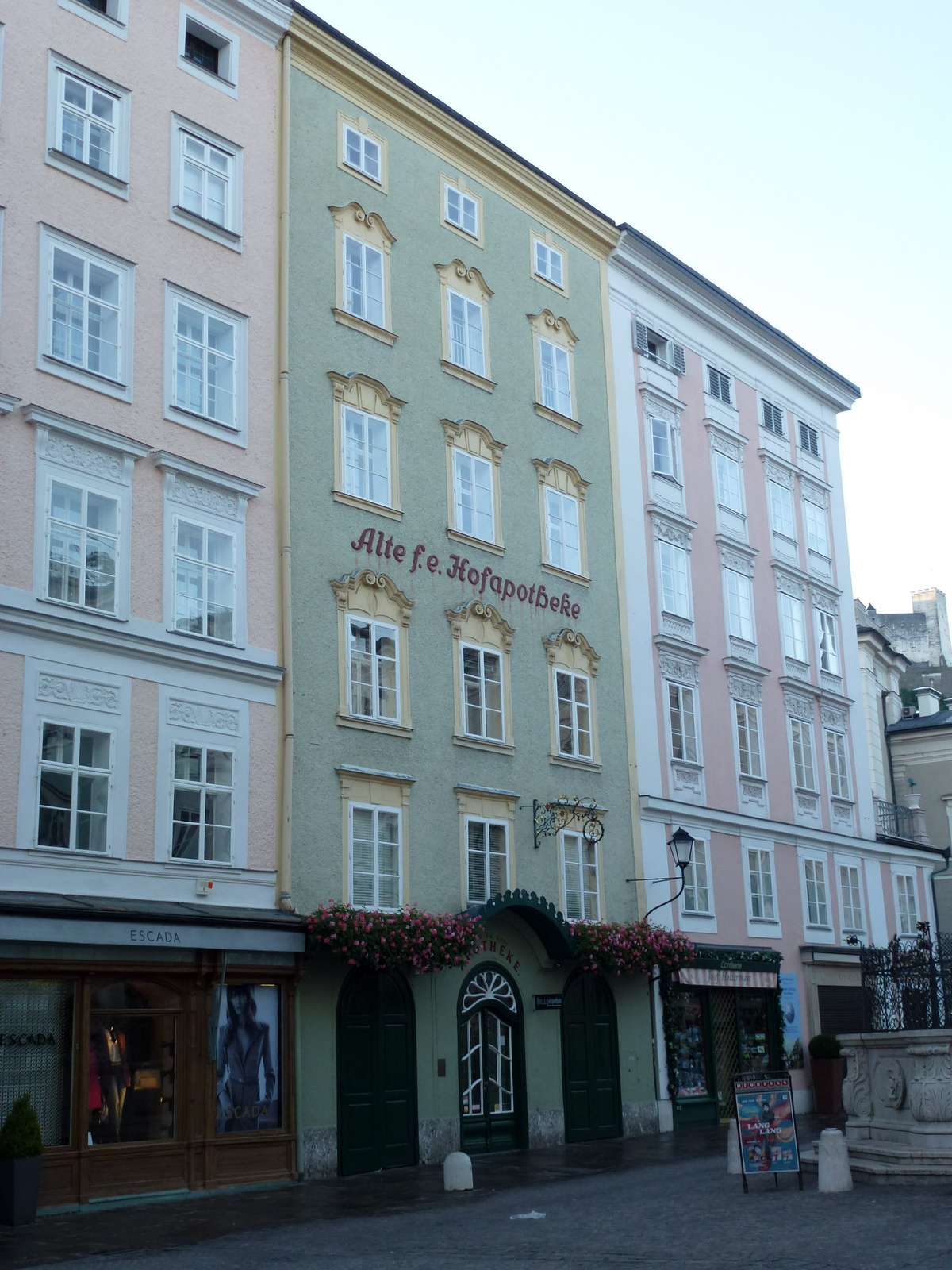
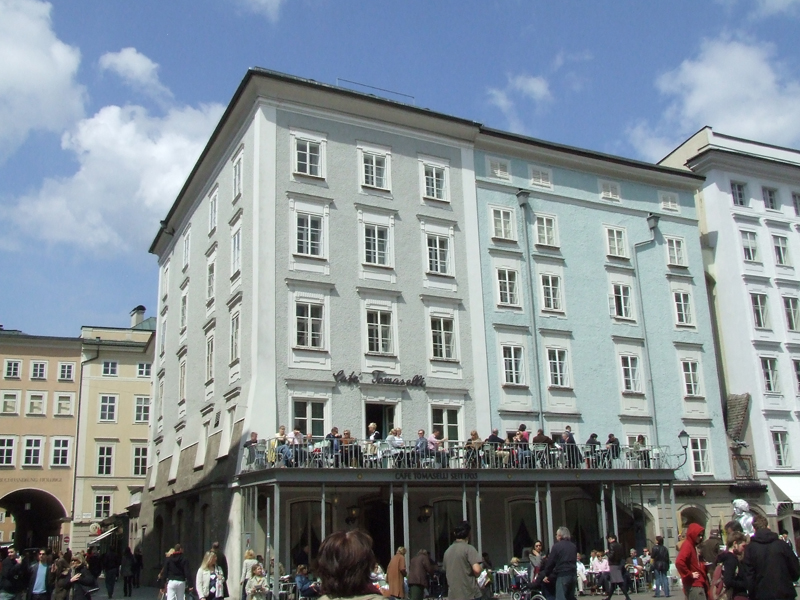
托马塞利咖啡馆
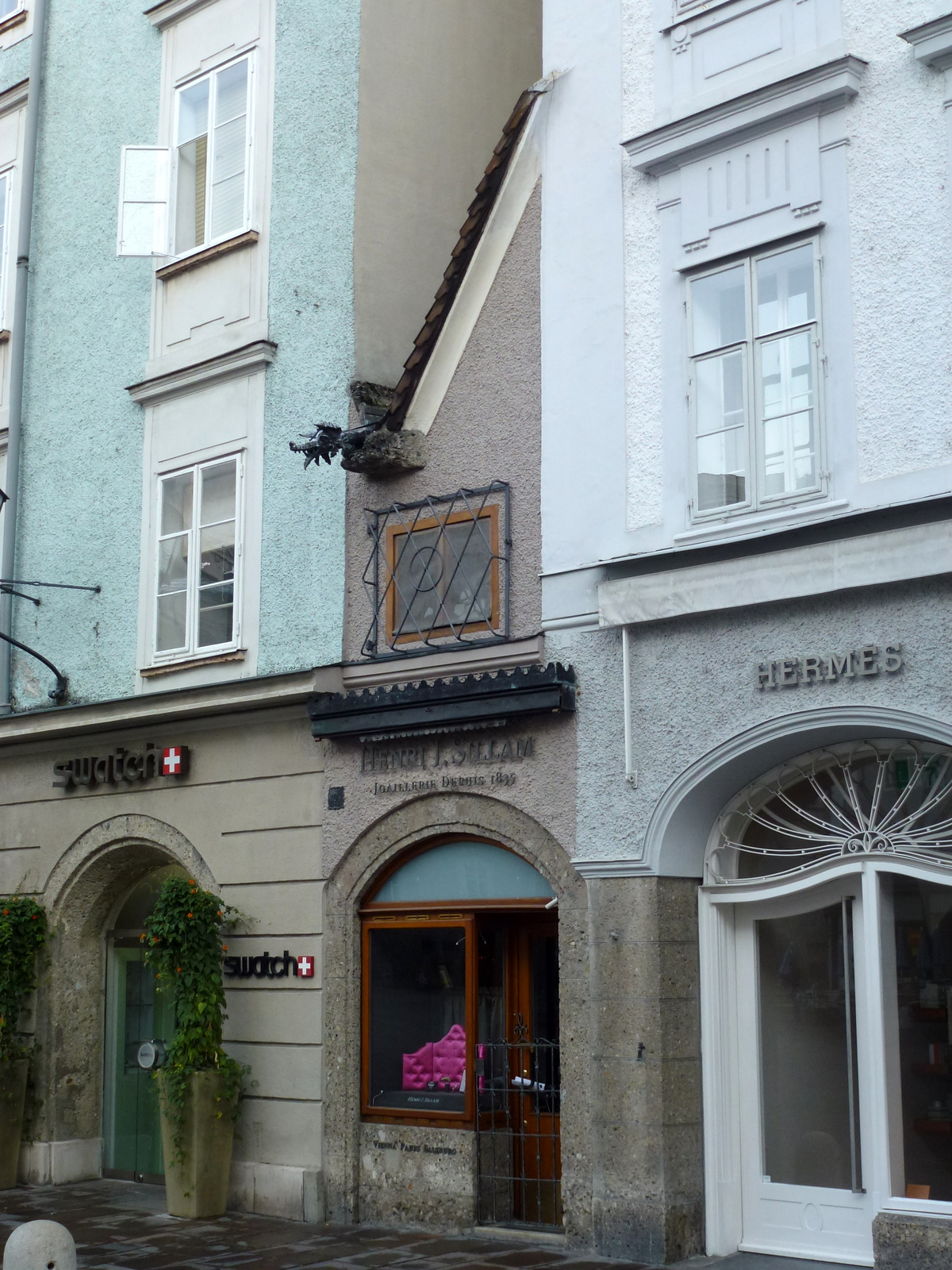